# Anda Adam
Anda Angelica Adam (Bucareste, Romênia em 27 de abril de 1980) é uma cantora romena de música pop, R&B e dance.
Começou a carreira desde 1999 depois de trabalhar com o grupo de rap R.A.C.L.A., na canção Nu mă uita.

## Discografia

### Singles e EPs
- 1999: Nu mă uita (ft. R.A.C.L.A.)[2] EP/single
- 2003: Doar cu tine[3] EP
- 2012: Panda Madam[4]

### Álbuns
- 2005: Confidențial[5]
- 2009: Queen of Hearts[6]
- 2013: Amo[7]